# Valle Morín
Valle Morín, conocido originalmente como Valle de los Morines es un pueblo ubicado en el extremo Este del Municipio San Casimiro del Estado Aragua, en el centronorte de Venezuela. El pueblo se encuentra en la vertiente sur de la Cordillera del Interior. Una carretera la conecta con Ocumare del Tuy en el norte y con la troncal 11 por el Sur. Fue asentado inicialmente por Vicente Morín en 1790, quien llegó proveniente del Tuy por indicaciones de Juan del Toro. El pueblo es el punto de partida principal a la cascada Chorros de Cura.